# Sexdrega
Sexdrega est une paroisse de la province suédoise de Västergötland, située sur le territoire de la commune de Svenljunga, dans le comté de Västra Götaland. Sa superficie est de 8 485 hectares.

## Démographie
| Année      | 1889  | 1915  |
| ---------- | ----- | ----- |
| Population | 1 386 | 1 166 |

## Lieux et monuments
- Présence d'un cairn et de tumuli datant de l'âge du bronze
- Quelques pierres dressées remontant au début de l'âge du fer
- Église édifiée en 1810

## Personnages célèbres
- Nils Rosén von Rosenstein (1706-1773): médecin et naturaliste suédois né dans la paroisse de Sexdrega